# 温特里希
温特里希是德国莱茵兰-普法尔茨州的一个市镇。总面积17.59平方公里，总人口953人，其中男性468人，女性485人（2011年12月31日），人口密度54人/平方公里。